# Giulio Madurini
Giulio Madurini (Sesto ed Uniti, 1921 - Milán, 2006) fue un sacerdote católico, periodista y crítico de arte italiano.  Director de la galería de arte religiosa contemporánea de Villa Clerici.  Director del Periódico de cultura  "Il Piccolo" en el periodo comprendido entre 1952 hasta el momento de su fallecimiento en el 2006.  Desde 1965 a 1983  fue Presidente y Superior General de la Compañía de San Pablo. Su nombre adquiere notoriedad cuando aparece vinculado a la desaparición del cuerpo de María Eva Duarte de Perón  según la novela  "Santa Evita" del escritor Argentino Tomas Eloy Martinez. Siguiendo este relato fue Giulio Madurini quien en 1957 retiró el cadáver de la esposa de Perón del Puerto de Génova para trasladarlo bajo el falso nombre de "Maria Maggi de Magistris" hasta el cementerio Mayor de Milán donde permaneció  hasta   1971. Será el mismo Madurini a revelar los particulares de este secreto. En declaraciones a Sergio Rubin, (periodista del Diario Clarín de Buenos Aires)  el sacerdote declara que formó parte de la comitiva que devolvió el cuerpo de Eva Duarte al general Juan Domingo Perón. El féretro fue trasportado en ambulancia desde Milán a Madrid en 1971. En el acto de entrega Madurini firmó con un seudónimo "Alessandro Angeli".
El nombre de Giulio Madurini viene mencionado también en los "Diálogos con  Pablo VI"  por el filósofo Frances Jean Guitton. Mecenas de artistas fue amigo de escultores como Enrico Manfrini, Lello Scorzelli, pintores del talento de Aldo Carpi y Dina Bellotti, de artistas argentinos como los maestros  José Walter Gavito y Raul Soldi  todos ligados al arte religioso contemporáneo. Giulio Madurini también es recordado como poeta profundamente convencido por el pensamiento de Fiódor Dostoyevski que el mundo se salvará solo por la belleza. En la misa de cuerpo presente celebrada en Milán una tarde de primavera del 2006 el sacerdote Daniel Osvaldo Balditarra durante la homilía lo despidió  destacando lo mucho que había hecho al servicio del arte, de la Iglesia Católica y por la  República Argentina.